# Fancaga
Fancaga, Vancaga ili Ručka (mađ. Bajaszentistván) je bilo naselje u blizini grada Baje u Mađarskoj.
31. listopada 1930. je pripojena Baji.
Ime među Hrvatima u Mađarskoj nije jedinstveno, a i stručnjaci su dali svoje različite stavove (Branka Pavić Blažetin, Živko Mandić, Lazar Ivan Krmpotić).
Oblik "Fancaga" prevladava kod šokačkih, "Vancaga" kod bunjevačkih, a "Ručka" kod rackih Hrvata.

## Kultura
Na Fancagi (ne "u Fancagi") je 1911. utemeljena čitaonica. 
Od kulturnih i vjerskih programa na hrvatskom jeziku, valja navesti Vancaško općeprosvjetno središte koje obilježava Vancaški hrvatski narodnosni dan i Markovo.

## Stanovništvo
Na Fancagi je živjela velika hrvatska zajednica.

### Poznate osobe
- Stipan Krunoslav Grgić, hrvatski književnik